# Služovice
Služovice (en allemand : Schlausewitz ; en polonais : Służowice) est une commune du district d'Opava, dans la région de Moravie-Silésie, en République tchèque. Sa population s'élevait à 818 habitants en 2021.

## Géographie
Služovice se trouve à 7 km au nord de Kravaře, à 9 km au nord-est d'Opava, à 27 km au nord-ouest d'Ostrava et à 255 km à l’est de Prague.
La commune est limitée par Hněvošice au nord, par Kobeřice à l'est, par Štěpánkovice au sud, et par Oldřišov à l'ouest.

## Histoire
La première mention écrite de la localité date de 1349.

## Administration
La commune se compose de deux quartiers :
- Služovice
- Vrbka

## Transports
Par la route, Služovice se trouve à 9 km d'Opava, à 34 km d'Ostrava et à 329 km de Prague.